# Jeremy Taylor
Jeremy Taylor (1613–1667) fue un clérigo de la Iglesia de Inglaterra que alcanzó fama como autor durante el Protectorado de Oliver Cromwell. A veces se le conoce como el "Shakespeare de los Divinos" por su estilo poético de expresión, y con frecuencia se le cita como uno de los mejores escritores en prosa en la lengua inglesa.
Taylor estuvo bajo el patrocinio de William Laud, Arzobispo de Canterbury. Llegó a ser capellán ordinario del rey Carlos I de Inglaterra como resultado del patrocinio de Laud. Esto lo hizo sospechoso políticamente cuando Laud fue juzgado por el Parlamento y ejecutado en enero de 1644/5 durante la Guerra Civil Inglesa. Después de la victoria parlamentaria sobre el Rey, fue brevemente encarcelado varias veces.
Finalmente, se le permitió vivir en paz en Gales, donde se convirtió en capellán privado del Conde de Carbery. Después de la Restauración, fue nombrado Obispo de Down y Connor en Irlanda. También llegó a ser Vicerrector de la Universidad de Dublín.
Es recordado en los calendarios litúrgicos de la Iglesia de Inglaterra y otras iglesias anglicanas.

## Primeros años
Taylor nació en Cambridge, hijo de un barbero llamado Nathaniel. Fue bautizado siendo niño el 15 de agosto de 1613 en la Iglesia de la Santísima Trinidad, Cambridge. Su padre tenía educación y le enseñó gramática y matemáticas. Luego fue educado en la Escuela Perse, Cambridge, antes de ingresar al Gonville and Caius College, Cambridge, donde obtuvo una licenciatura en Artes en 1630/1631 y una maestría en Artes en 1634.
La mejor evidencia de su diligencia como estudiante es el enorme aprendizaje del que demostró tener un dominio tan fácil en años posteriores. En 1633, aunque aún no había alcanzado la edad canónica, recibió las órdenes sagradas y aceptó la invitación de Thomas Risden, un antiguo compañero de estudios, para suplir su lugar durante un corto tiempo como predicador en la Catedral de San Pablo.

## Carrera bajo el patrocinio de Laud
El Arzobispo William Laud mandó llamar a Taylor para predicar en su presencia en Lambeth, y tomó al joven bajo su protección. Taylor no dejó su cargo en Cambridge antes de 1636, pero aparentemente pasó gran parte de su tiempo en Londres, pues Laud deseaba que sus considerables talentos tuvieran mejores oportunidades para estudiar y mejorar que las obligaciones constantes de predicar lo permitirían. En noviembre de 1635, Laud lo había nombrado para una beca en el Colegio All Souls, Oxford, donde, según Antony Wood, el amor y la admiración aún lo acompañaban. Sin embargo, parece que pasó poco tiempo allí. Se convirtió en capellán de su patrón, el arzobispo, y capellán ordinario de Carlos I.
En Oxford, William Chillingworth estaba ocupado con su obra magna, La Religión de los Protestantes, y es posible que a través de sus discusiones con Chillingworth, Taylor se haya inclinado hacia el movimiento liberal de su época. Después de dos años en Oxford, fue presentado, en marzo de 1638, por William Juxon, Obispo de Londres, a la rectoría de Uppingham en Rutland. Allí se estableció para ejercer el trabajo de sacerdote rural.
Al año siguiente se casó con Phoebe Langsdale, con quien tuvo seis hijos: William (fallecido en 1642), George (?), Richard (los dos últimos murieron aproximadamente en 1656/7), Charles, Phoebe y Mary. En el otoño del mismo año fue designado para predicar en la Iglesia de Santa María en el aniversario del Conspiración de la pólvora, y aparentemente aprovechó la ocasión para librarse de una sospecha que, sin embargo, lo persiguió toda su vida, de tener una inclinación secreta hacia la posición católica romana. Esta sospecha parece haber surgido principalmente por su intimidad con Christopher Davenport, más conocido como Francisco de Santa Clara, un erudito fraile franciscano que se convirtió en capellán de la Reina Enriqueta; pero también pudo haber sido fortalecida por su conocida conexión con Laud, así como por sus hábitos ascéticos. Consecuencias más serias siguieron a su adhesión a la causa realista. El autor de "El Orden Sagrado y Oficios del Episcopado o El Episcopado Afirmado contra los Arrianos y Acefalos Nuevos y Antiguos" (1642), difícilmente podría esperar conservar su parroquia, que sin embargo no fue confiscada hasta 1644. Probablemente Taylor acompañó al rey a Oxford. En 1643 fue presentado a la rectoría de Overstone, Northamptonshire, por Carlos I. Allí estaría en estrecha conexión con su amigo y patrocinador Spencer Compton, segundo conde de Northampton.

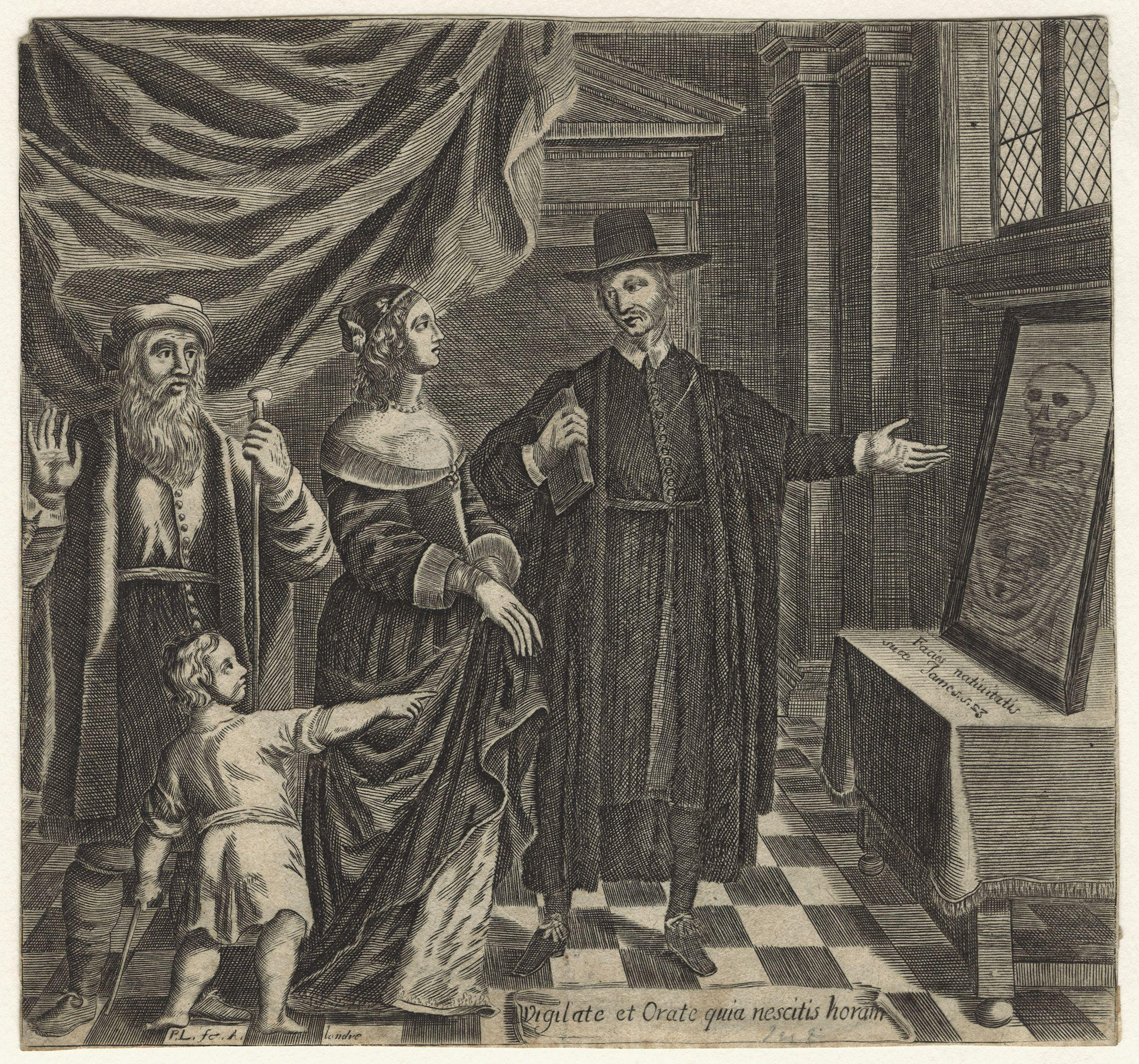
Jeremy Taylor con figuras que representan la juventud, la madurez y la vejez de Pierre Lombart (1650)

## Prisionero realista
Durante los siguientes quince años, los movimientos de Taylor no son fácilmente rastreables. Parece haber estado en Londres durante las últimas semanas de Carlos I en 1649, de quien se dice que recibió su reloj y algunas joyas que habían ornamentado el estuche de ébano en el que guardaba su Biblia. Había sido hecho prisionero junto con otros realistas en el asedio del Castillo de Cardigan el 4 de febrero de 1645. En 1646 se le encuentra en asociación con otros dos clérigos privados de sus cargos, dirigiendo una escuela en Newton Hall, en la parroquia de Llanfihangel Aberbythych, Carmarthenshire. Aquí se convirtió en capellán privado y se benefició de la hospitalidad de Richard Vaughan, 2º Conde de Carbery, cuya mansión, Golden Grove, es inmortalizada en el título del todavía popular manual de devoción de Taylor, y cuya primera esposa fue una amiga constante de Taylor. En Golden Grove, Taylor escribió algunas de sus obras más distinguidas. Alice, la tercera Lady Carbery, fue el original de la Dama en el Comus de John Milton. La primera esposa de Taylor murió a principios de 1651. Su segunda esposa fue Joanna Bridges o Brydges, supuestamente hija natural de Carlos I; no hay evidencia sólida de esto. Ella poseía una buena finca, aunque probablemente empobrecida por exacciones parlamentarias, en Mandinam, en Carmarthenshire. Varias años después de su matrimonio, se trasladaron a Irlanda. De vez en cuando, Taylor aparece en Londres en compañía de su amigo John Evelyn, cuyo Diario y correspondencia mencionan repetidamente su nombre. Fue encarcelado tres veces: en 1645 por un prólogo imprudente a su Golden Grove; nuevamente en el Castillo de Chepstow, de mayo a octubre de 1655, por un cargo que no aparece; y por tercera vez en la Torre en 1657, debido a la indiscreción de su editor, Richard Royston, quien había decorado su Colección de Oficios con una imagen representando a Cristo en actitud de oración.

## Escritos
La "Regla y Ejercicios de la Vida Santa" proporcionó un manual de práctica cristiana que ha mantenido su lugar entre los lectores devotos. El alcance del trabajo se describe en la portada. Trata sobre los medios e instrumentos para obtener cada virtud, los remedios contra cada vicio y consideraciones para resistir todas las tentaciones, junto con oraciones que contienen todo el Deber de un Cristiano. "La Santa Muerte" fue quizás aún más popular. Una obra encantadora de un tipo más ligero fue inspirada por una pregunta de su amiga, Katherine Philipps ("la inigualable Orinda"), preguntando ¿Hasta qué punto está autorizada una amistad querida y perfecta por los principios del cristianismo? En respuesta a esto, dedicó a la Sra. Phillipps su "Discurso sobre la Naturaleza, Oficios y Medidas de la Amistad" (1657). Su "Guía de los Dubitantes, o la Regla de la Conciencia..." (1660) estaba destinada a ser el manual estándar de casuística y ética para el pueblo cristiano. Sus obras fueron traducidas al galés por Nathanael Jones.

## Obispo en Irlanda en la Restauración
Probablemente dejó Gales en 1657, y su conexión inmediata con Golden Grove parece haber cesado dos años antes. En 1658, gracias a las amables gestiones de su amigo John Evelyn, Taylor recibió una cátedra en Lisburn, Condado de Antrim, por parte de Edward Conway, segundo vizconde de Conway. Al principio, rechazó un cargo en el que el deber sería compartido con un presbiteriano, o como él lo expresó, "donde un presbiteriano y yo seremos como Cástor y Pólux, uno arriba y el otro abajo", y al cual se le asignaba un salario escaso. Sin embargo, fue persuadido para aceptarlo y encontró en la propiedad de su patrón en Portmore Lough, un retiro congenial.
En la Restauración de los Estuardo, en lugar de ser llamado de vuelta a Inglaterra, como probablemente esperaba y ciertamente deseaba, fue nombrado obispo de Down y Connor, a lo que poco después se añadió la responsabilidad adicional de supervisar la diócesis de Down y Connor adyacente de Dromore. Como obispo, encargó en 1661 la construcción de una nueva catedral en Dromore para la diócesis de Dromore. También fue nombrado miembro del consejo privado de Irlanda y, en 1660, Vicerrector de la Universidad de Dublín. Ninguna de estas posiciones era un sinecura.
De la universidad escribió:

"Encontré todas las cosas en un perfecto desorden... un montón de hombres y niños, pero ningún cuerpo de un colegio, ningún miembro, ya sea colegial o estudiante, tenía ningún título legal para su puesto, sino que eran colocados por tiranía o azar."
Jeremy Taylor

En consecuencia, se dedicó vigorosamente a la tarea de elaborar y hacer cumplir regulaciones para la admisión y conducta de los miembros de la universidad, y también de establecer cátedras. Sus labores episcopales eran aún más arduas. Había, en la fecha de la Restauración, alrededor de setenta ministros presbiterianos en el norte de Irlanda, y la mayoría de ellos eran del oeste de Escocia, con un desagrado por el Episcopado que distinguía al partido Covenanter. No es de extrañar que Taylor, escribiendo a James Butler, primer Duque de Ormonde poco después de su consagración, haya dicho: "Me percibo arrojado a un lugar de tormento". Sus cartas quizás exageren un poco el peligro en el que vivía, pero no hay duda de que su autoridad fue resistida y sus ofertas rechazadas.
Esta fue la oportunidad dorada de Taylor para demostrar la sabia tolerancia que había abogado anteriormente, pero el nuevo obispo no tenía nada que ofrecer a los clérigos presbiterianos más que la alternativa de someterse a la ordenación y jurisdicción episcopal o ser privados de sus cargos. En consecuencia, en su primera visita, declaró treinta y seis iglesias vacantes; y se aseguró la recuperación de las mismas por sus órdenes. Al mismo tiempo, muchos de los nobles aparentemente fueron ganados por su indudable sinceridad y devoción, así como por su elocuencia. Con el elemento católico romano de la población tuvo menos éxito. Sin conocer el idioma inglés y firmemente adheridos a sus formas tradicionales de adoración, se vieron obligados a asistir a un servicio que consideraban profano, conducido en un idioma que no podían entender.

"Ninguna parte de la administración de Irlanda por la corona inglesa ha sido más extraordinaria y desafortunada que el sistema seguido para la introducción de la religión reformada. A instancia de los obispos irlandeses, Taylor emprendió su última gran obra, el "Disuasivo del Papismo"
Reginald Heber

(en dos partes, 1664 y 1667), pero, como él mismo parecía consciente en parte, podría haber logrado más efectivamente su objetivo adoptando los métodos de Ussher y William Bedell, e induciendo a su clero a adquirir el idioma irlandés.

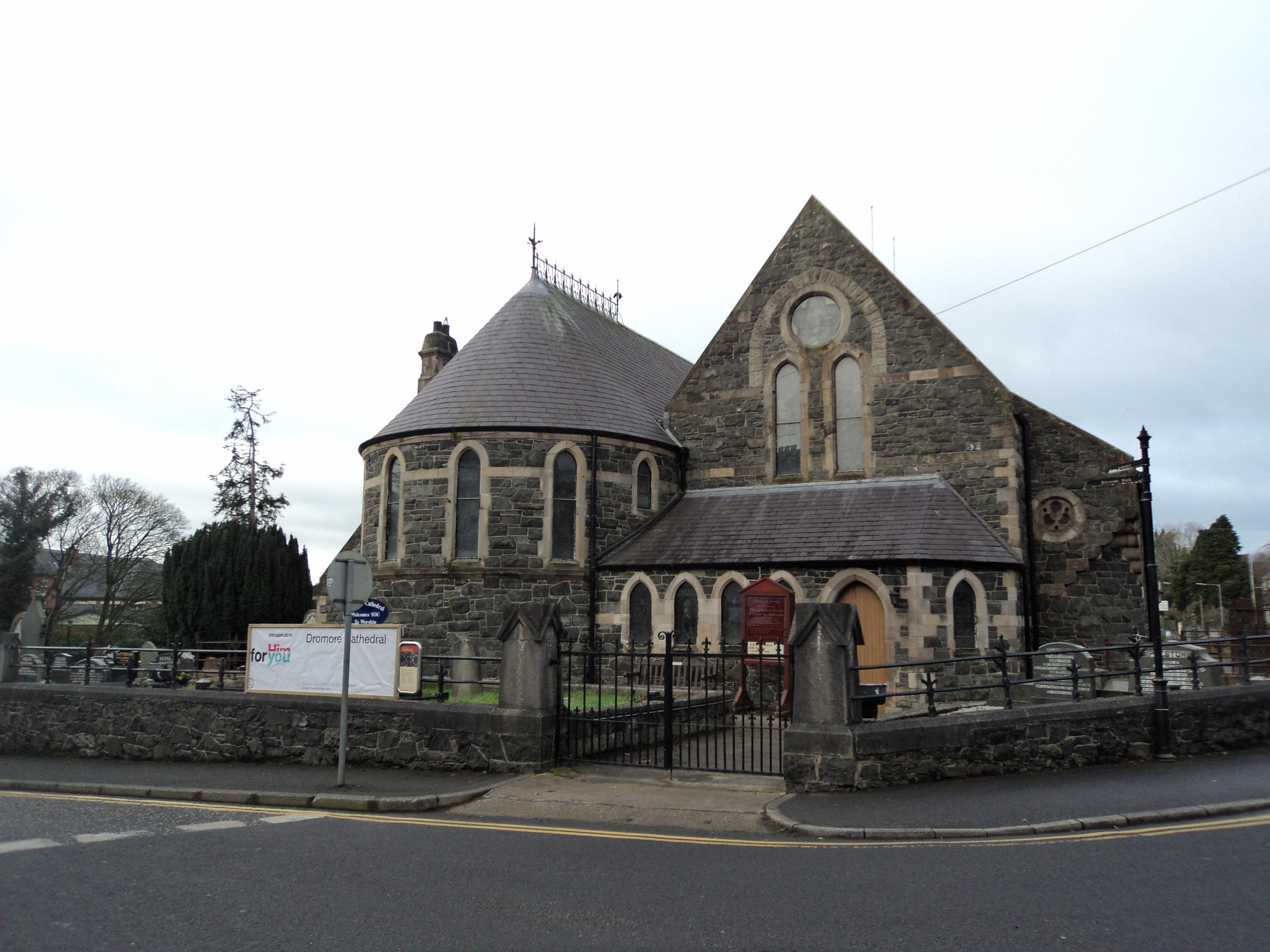
Catedral de Dromore que muestra el presbiterio construido sobre la cripta donde fue enterrado Taylor

Durante este período, se casó por segunda vez con Joanna Brydges, supuestamente una hija natural de Carlos I. De este matrimonio, nacieron dos hijas: Mary, quien se casó con el arzobispo Francis Marsh y tuvo descendencia, y Joanna, quien se casó con Edward Harrison, diputado por Lisburn, y tuvo descendencia. De su suegro, Marsh heredó un reloj de plata, supuestamente un regalo de Carlos I; este reloj permaneció en la familia de su bisnieto, Francis Marsh, abogado."
Taylor falleció en Lisburn el 13 de agosto de 1667. Fue enterrado en la Catedral de Dromore, donde se construyó un ábside en 1870 sobre la cripta donde fue sepultado.
Jeremy Taylor es honrado en la Iglesia de Inglaterra, la Iglesia anglicana de Canadá, la Iglesia episcopal escocesa, la Iglesia anglicana de Australia y en la Iglesia episcopal en los Estados Unidos el 13 de agosto.

## Familia
Se dice que Jeremy Taylor fue descendiente directo de Rowland Taylor, pero la afirmación no ha sido probada. A través de su hija, Mary, quien se casó con el Arzobispo Francis Marsh, tuvo numerosos descendientes.